# Ingerd Erlendsdotter
Ingerd Erlendsdotter, född cirka 1440, död 1526, var en norsk storgodsägare. Hon var en av de största jordägarna i Norge från 1466, och då hon saknade arvingar påverkade utsikterna att få ärva henne det politiska agerandet hos stormän i Norge, Danmark och Sverige. Hon kallades "Gamla fru Inger" för att skilja henne från hennes släkting, Inger til Austrått. 
Hon var dotter till riddaren och riksrådet och syslemann Erlend Eindridsson och Gudrun Olavsdotter och släkt med större delen av den norska adeln och även med många medlemmar av den svenska och danska. Hon gifte sig först med riddar och riksråd Olav Guttormsson (död före 1485) och före 1490 med riksråd Arald Kane (död mellan 1490 och 1497), som blev mördad. Hon fick inga barn. 
Hon blev storgodsägare i egenskap av huvudarvinge till junker Hans Sigurdsson, som avled 1466. Arvsprocessen drog ut till 1490. Den stora samlingen gods utgjordes förutom av flera mindre gods av huvudgodsen Giske, Bjarkøy och Sørum med underliggande områden. Hon undslapp inte den hårda skatt den danska kronan avkrävde de norska godsägarna 1521. Vid hennes död 1526 utbröt en arvstvist mellan hennes danska, svenska och norska släktingar som inte löstes förrän 1529.